# Claus Høyer
Claus Høyer, norveški veslač, 17. marec 1891, † 1923.
Høyer je za Norveško nastopil na Poletnih olimpijskih igrah 1912 v Stockholmu, kjer je s četvercem s krmarjem široke gradnje osvojil bronasto medaljo.  